# 돌산초등학교 월호분교
돌산초등학교 월호분교는 대한민국 전라남도 여수시에 있었던 공립 초등학교이다.

## 학교 연혁
- 1948년 2월 27일 화정국민학교 월호분교장 설립인가
- 1960년 4월 1일 월호국민학교로 승격
- 1980년 3월 1일 6학급 편성
- 1994년 2월 16일 34회 졸업식(728명)
- 1994년 3월 1일 화태초등학교 월호분교장으로 격하
- 2022년 3월 1일 돌산초등학교 월호분교장으로 개편
- 2024년 2월 29일 76년만에 폐교

## 참고 자료
- 돌산초등학교월호분교장 - 한국교육학술정보원 학교알리미